# Новоселка (Федоровський район)
Новосе́лка (рос. Новосёлка, башк. Новосёлка) — село у складі Федоровського району Башкортостану, Росія. Входить до складу Денискинської сільської ради.
Населення — 558 осіб (2010; 625 в 2002).
Національний склад:
- чуваші — 96%